# Duchowszczina
Duchowszczina (ros. Духовщи́на, pol. Duchowszczyzna) – miasto w Rosji, w obwodzie smoleńskim, siedziba rejonu duchowszczyńskiego.
Duchowszczyzna leży około 57 km na północny wschód od Smoleńska.

## Historia
Podczas okupacji hitlerowskiej, we wrześniu 1941 roku Niemcy utworzyli getto dla żydowskich mieszkańców. Przebywało w nim około 300 osób. Latem 1942 roku Niemcy zlikwidowali getto, a Żydów zamordowali. 